# ВВС 8-й армии
Военно-воздушные силы 8-й армии (ВВС 8-й армии) — оперативное авиационное соединение времен Великой Отечественной войны.

## История наименований
- ВВС 8-й армии;
- Оперативная группа ВВС Ленинградского фронта (с 17.09.1942 г.)[1];
- 275-я истребительная авиационная дивизия[2];
- 275-я истребительная авиационная Пушкинская дивизия;
- 275-я истребительная авиационная Пушкинская Краснознамённая дивизия;
- Войсковая часть (Полевая почта) 55741.

## История и боевой путь
14 сентября 1939 года Новгородская армейская группа, дислоцированная на границе с Эстонией и входившая в состав Ленинградского военного округа, была переименована в 8-ю армию. К 23 сентября управление армии передислоцировалось из Новгорода в Псков. В целях подготовки к Советско-финляндской войне управление армии без подчинённых соединений и частей было передислоцировано к 29 октября в Петрозаводск. К декабрю 1939 года соединения и части 8-й армии дислоцировались севернее Ладожского озера. Управление 8-й армии располагалось в Петрозаводске. Армии предстояло действовать на петрозаводском направлении.

### ВВС армии в Советско-финляндской войне
ВВС 8-й армии формировались путем придания авиационных частей на основании директив Главкома № 1/0941 от 09.12.1939 и № 4/14 от 15.12.1939. Помимо входящих в состав, ВВС армии должны были получить дополнительно две эскадрильи тяжелых бомбардировщиков, две эскадрильи истребителей И-153, эскадрилью Р-5 и эскадрилью У-2. К началу войны в распоряжении ВВС 8-й армии было четыре аэродрома: Лодейное поле и Нурмолицы (на южном направлении), Бессовец (на центральном), Гирвас (на северном).
С началом войны части 8-й армии быстро продвинулись вглубь Финляндии и к середине января остро встал вопрос о новых передовых аэродромах. Авиация стала использовать ледовые аэродромы — Каркку на озере Каркунлампи на южном направлении, Суоярви на одноимённом озере и на озере Исо-Пюхяярви на центральном направлении. На
северном направлении создать авиационную группировку так и не получилось.
К 20 декабря на аэродром Лодейное поле прибыли 18-й скоростной бап и 3-й тяжелый бап, так же в состав армии вошли 29-я эскадрилья связи и 4-я эскадрилья 3-го лбап, увеличив состав ВВС армии до 165 боевых и 12 связных самолётов.
В состав ВВС армии вошли два ТБ-3 из полярной авиации. В середине декабря экипажи известных полярных летчиков Мазурука и Водопьянова прибыли на фронт вместе со своими самолётами и после их соответствующего переоборудования приступили к боевым вылетам, выполняя специальные задания и ночные бомбардировочные вылеты. Для обслуживания самолёты были прикреплены к 72-му смешанному авиаполку.
В связи со сложившемся тяжелым положением 139-й стрелковой дивизии на центральном направлении 8-й армии решением Ставки 20 декабря в Нурмолицы началась переброска 13-го скоростного бап из состава 16-й авиабригады. Однако из-за плохой организации перелета и сложных метеоусловий на маршруте полк при перелете выполнил посадки на разных аэродромах округа ввиду потери групп. В полном составе полк собрался к середине января. 3-й тяжёлый бомбардировочный авиационный полк также прибыл не в полном составе: две эскадрильи полка предназначались для ВВС 9-й и 14-й армий, одна эскадрилья осталась в распоряжении ВВС 7-й армии в качестве транспортной.
По состоянию на 4 января 1940 года из 38 ТБ-3, числившихся в полку после убытия самолётов в ВВС 14-й армии, в Лодейном поле осталось 25, остальные находились в Гдове, Старой Руссе и Сиверской.
К концу декабря в составе ВВС армии было самолётов: СБ — 82, ТБ-3 — 22, ССС — 10, Р-5 — 17, И-15бис — 39, И-16 — 26 и И-153 — 7. В интересах ВВС армии использовались также перелетающие на север для ВВС 9-й и 14-й армии экипажи других полков. В конце декабря в состав ВВС армии вошли 2-й и 11-й легкие бомбардировочные, 39-й и 40-й скоростные бомбардировочные, а также 4-й и 35-й истребительные авиаполки. Все полки ВВС армии предполагалось сгруппировать в три соединения (по одному на каждое направление), руководство которыми возложить на управления трех авиационных бригад.
С 1 января 1940 года в состав ВВС 8-й армии на аэродром Лодейное поле прибыло управление 13-й авиабригады АОН-1. После передачи 41-й скоростного бап в состав 15-й авиабригады, а затем в ВВС 9-й армии, в составе 13-й авиабригады оставался только один 6-й дальнебомбардировочный авиационный полк, который при перебазировании управления бригады был оставлен на прежнем месте и из состава бригады выбыл. Приказом штаба ВВС 8-й армии 2 января был определён её новый состав, в который вошли:
- 13-й скоростной бомбардировочный авиационный полк (Бесовец) до 7 января 1940 года, убыл на аэродром Пески;
- 18-й скоростной бомбардировочный авиационный полк;
- 3-й тяжёлый бомбардировочный авиационный полк;
- 39-й скоростной бомбардировочный авиационный полк (Бесовец) с 7 января 1940 года, прибыл из состава ВВС Белорусского военного округа;
- 1-я истребительная эскадрилья (И-153, Лодейное поле).
- 49-й истребительный авиационный полк.

Для авиационной поддержки наземных частей на центральном направлении 16 декабря на Суоярви была переброшена авиагруппа под командованием инспектора по технике пилотирования 49-го иап капитана Ткаченко. Группа состояла из двух истребительных эскадрилий: 5-й аэ 49-го иап и 2-й аэ 72-го сап. Группа имела на вооружении 19 самолётов И-15бис. С конца февраля в состав группы вошла третья эскадрилья: 4-я аэ 48-го иап на И-153, переброшенная с Дальнего Востока. К марту 1940 года в состав группы входили 11 И-15бис, 2 И-16 (звено И-16 49-го иап постоянно дежурило в Суоярви, осуществляя ПВО аэродрома и штаба 8-й армии) и 15 И-153.
На центральном направлении с аэродрома Пески действовал 13-й скоростной бомбардировочный авиационный полк и 5-й корпусный авиаотряд. Изменил свой боевой состав и 72-й смешанный авиационный полк (Бесовец, Суоярви). С 11 января 1940 года в состав полка была включена эскадрилья истребителей И-153, а 12 февраля из ВВС 1-й отдельной Краснознаменной армии прибыл личный состав трех эскадрилий СБ без матчасти.
В конце января на центральном направлении из экипажей 13-го и 18-го сбап была сформирована отдельная ночная эскадрилья полковника Мазурук в составе шести самолётов СБ. К концу войны численность эскадрильи выросла до десяти бомбардировщиков.
В декабре 1939 года из летчиков карельской и финской национальности была сформирована 12-я истребительная эскадрилья. В боевых действиях она не участвовала. Летчики эскадрильи осваивали истребители И-15бис, а под конец войны начали обучение и на И-153.
В начале января в результате финского наступления в окружение попали соединения 56-го стрелкового корпуса: 18-я и 168-я стрелковые дивизии и 34-я легкая танковая бригада. Для снабжения окруженных с воздуха были задействованы все типы самолётов, от бомбардировщиков ТБ-3 и СБ до истребителей. Однако основанная нагрузка по обеспечению окруженных продовольствием и боеприпасами легла на войсковую авиацию в лице 5-го и 15-го корпусных авиаотрядов, 29-й эскадрильи связи и 4-й эскадрильи 3-го лбап, вооруженных самолётами Р-5, ССС и У-2.
По состоянию на 12 февраля 1940 года ВВС 8-й армии насчитывали: 184 СБ, 15 ТБ-3, 19 ССС, 6 Р-5, 10 У-2, 21 И-16, 78 И-15бис и 68 И-153.
После формирования 15 февраля 1940 года на базе левофланговых частей 8-й армии новой, 15-й армии, в состав ВВС 15-й армии были переданы все части ВВС 8-й армии южного направления в количестве 215 боевых самолётов. В составе ВВС 8-й армии входили:
- 13-й скоростной бомбардировочный авиационный полк;
- 11-й легко-бомбардировочный авиационный полк (с конца февраля 1940 года, 61 Р-Z);
- 72-й смешанный авиационный полк;
- 39-й скоростной бомбардировочный авиационный полк (с 1 марта 1940 года);
- отдельная ночная эскадрилья 8-й армии;
- авиагруппа капитана Ткаченко;
- 4-й истребительный авиационный полк;
- 29-я эскадрилья связи;
- 5-й корректировочный авиационный отряд;
- 12-я истребительная эскадрилья;
- 4-я дальне-разведывательная эскадрилья (с конца февраля 1940 года).

К концу войны в составе ВВС 8-й армии находилось 150 СБ, 60 Р-Z, 12 ССС, 1 Р-5, 10 У-2, 68 И-15бис, 50 И-153 и 2 И-16. За время боевых действий самолёты ВВС 8-й армии выполнили около 18260 вылетов с налетом 18348 часов 15 минут. Потери за время боев составили 94 самолёта, из них 54 — боевые.
После окончания военных действий в апреле 1940 года управление армии передислоцировалось в город Остров. В июне 1940 года армия участвовала в присоединении Прибалтики к СССР, полевое управление армии было передислоцировано через Псков и Тарту в Таллин.

### ВВС армии в Великой Отечественной войне
Войска армии вели бои на синявинском направлении. В июне 1942 года армия вошла в подчинение Волховскому фронту и участвовала в Синявинской наступательной операции.
С началом боевых действий армия не имела своей авиации. Авиационная поддержка войск армии осуществлялась силами частей и соединений, входивших в подчинение штабу фронта. Только в августе 1941 года в состав ВВС армии вошла 65-я корректировочная авиаэскадрилья на самолётах И-15. Действуя в интересах армии эскадрилья не только выполняла разведывательные задачи, но и производила штурмовку войск противника бомбами АО-20, подвешивая по 4 бомбы на самолёт.
На базе 65-й отдельной истребительной эскадрильи и 202-й отдельной эскадрильи связи 31 октября 1941 года в составе ВВС армии сформирован 439-й истребительный авиационный полк по штату 015/174 на самолётах И-15бис. К боевой работе полк приступил 10 ноября 1941 года. В начале ноября 1941 года штаб армии, некоторые соединения и части армии передислоцированы в восточный сектор обороны Ленинградского фронта и на плацдарм на Неве у Московской Дубровки («Невский пятачок»). В ноябре и декабре 1941 года войска армии вели упорные наступательные бои с целью прорыва блокады Ленинграда. Полк поддерживал наземные войска при обороне правого берега Невы от устья реки Тосна до берега Ладожского озера и бои за удержание и расширение плацдарма у Московской Дубровки.
К концу 1941 года (31.12.1941 г.) 439-й истребительный авиационный полк имел в боевом составе 6 И-15бис (из них 4 неисправных) и по одному исправному И-16 и И-153. 26 января 1942 года полк переименован в 770-й истребительный авиационный полк. В связи со значительными потерями полк выведен с фронта и отправлен на доукомплектование и переучивание на новый самолёт Як-1 в 13-й запасной истребительный авиационный полк Приволжского военного округа в город Кузнецк Пензенской области.
В конце января 1942 года штаб и управление армии, переправленное по льду Ладожского озера на волховское направление, объединило соединения и части Синявинской оперативной группы 54-й армии, занимавшие оборону на рубеже от южного побережья Ладожского озера до Кировской железной дороги. С 18 февраля 1942 года в состав ВВС армии после расформирования 39-й истребительной авиадивизии вошли 154-й, 159-й и 196-й истребительные авиаполки. К 17 марта 1942 года в составе ВВС армии осталось всего 26 самолётов, из них исправных — 11.
В мае 1942 года в оперативное подчинение ВВС армии вошла оперативная группа 61-й истребительной авиабригады ВВС Балтийского флота. С 9 июня 1942 года 8-я армия была переподчинена Волховскому фронту 2-го формирования, а 154-й, 159-й и 196-й истребительные авиаполки переданы в состав Авиагруппы генерал-майора Жданова, позже генерал-майора Андреева. Эти авиагруппы выполняли задачи по прикрытию войск Ленинградского фронта.
Приказом НКО СССР № 00230 от 10.11.1942 г. на базе управления военно-воздушных сил 8-й армии 1 декабря 1942 года сформирована 275-я истребительная авиационная дивизия. Полки, входившие в состав ВВС армии вошли в состав дивизии и продолжили выполнять поставленные боевые задачи.

## Командующие
- комбриг, комдив Копец Иван Иванович, 13.09.1939 — 12.03.1940
- Новиков, Александр Александрович, 12.03.1940 - 09.1940
- генерал-майор авиации Андреев Александр Петрович, 03.1941 — 08.06.1942
- генерал-майор авиации Хрюкин Тимофей Тимофеевич, 08.06.1942 — 20.06.1942

## В составе объединений
| Дата          | Фронт (округ)                               |
| ------------- | ------------------------------------------- |
| 14.09.1939 г. | Ленинградский военный округ                 |
| 17.08.1940 г. | Прибалтийский особый военный округ          |
| 24.06.1941 г. | Северо-Западный фронт                       |
| 14.07.1941 г. | Северный фронт                              |
| 27.08.1941 г. | Ленинградский фронт                         |
| 23.04.1942 г. | Ленинградский фронт Волховская группа войск |

## Боевой состав
- 65-я отдельная авиационная эскадрилья, с августа по 12 декабря 1941 года.
- 439-й истребительный авиационный полк, с 10 ноября 1941 года по 26 января 1942 года, переименован в 770-й истребительный авиационный полк.
- 770-й истребительный авиационный полк, с 26 по 30 января 1942 года, убыл в 13-й запасной истребительный авиационный полк.
- 154-й истребительный авиационный полк, с 18 февраля по 8 июня 1942 года, передан в состав авиагруппы генерала Жданова.
- 196-й истребительный авиационный полк, с 18 февраля по 8 июня 1942 года, передан в состав авиагруппы генерала Жданова.
- 159-й истребительный авиационный полк, с 28 февраля по 8 июня 1942 года, передан в состав авиагруппы генерала Жданова.
- 935-й смешанный авиационный полк, с декабря 1942 года по 12 марта 1943 года.

## Участие в операциях и битвах
- Прибалтийская стратегическая оборонительная операция (1941) c 22 июня по 9 июля 1941 года.
- Приграничное сражение в Литве и Латвии (1941) c 22 июня по 9 июля 1941 года.
- Ленинградская стратегическая оборонительная операция (1941) c 10 июля по 30 сентября 1941 года
- Таллинская фронтовая оборонительная операция (1941) c 5 по 28 августа 1941 года
- Кингисеппско-Лужская фронтовая оборонительная операция (1941) с 10 июля по 24 августа 1941.
- Синявинская наступательная операция (1942) с 19 августа по 10 октября 1942 года.

## Присвоение гвардейских званий
- За образцовое выполнение боевых задач и проявленные при этом мужество и героизм 22 ноября 1942 года 154-й истребительный авиационный полк приказом Народного комиссара обороны СССР № 374 от 22.11.1942 г. преобразован в 29-й гвардейский истребительный авиационный полк.

## Отличившиеся воины
- Зеленов Николай Андрианович, старший лейтенант, заместитель командира эскадрильи 154-го истребительного авиационного полка ВВС 8-й армии Ленинградского фронта за образцовое выполнение боевых заданий командования на фронте борьбы с немецкими захватчиками и проявленные при этом отвагу и геройство Указом Президиума Верховного Совета СССР 10 февраля 1943 года удостоен звания Герой Советского Союза. «Золотая Звезда» № 802.
- Покрышев Пётр Афанасьевич, капитан, командир эскадрильи 154-го истребительного авиационного полка ВВС 8-й армии Ленинградского фронта за образцовое выполнение боевых заданий командования на фронте борьбы с немецкими захватчиками и проявленные при этом отвагу и геройство Указом Президиума Верховного Совета СССР 10 февраля 1943 года удостоен звания Герой Советского Союза. «Золотая Звезда» № 804.